# Hubert Pierlot
Hubert Marie Eugène Pierlot (* 23. Dezember 1883 in Cugnon/ Provinz Luxemburg; † 13. Dezember 1963 in Uccle) war ein belgischer katholischer Politiker und Premierminister.

Graf Hubert Pierlot (1943)

Pierlot absolvierte ein Studium der Rechtswissenschaften an der Katholischen Universität Löwen.

## Leben

### Aufstieg zum Minister

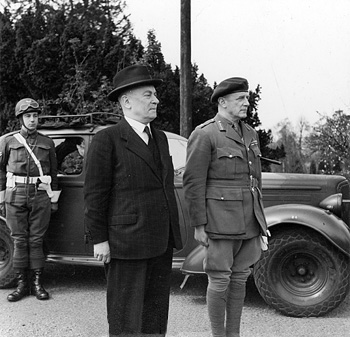
Hubert Pierlot (Mitte) und Major General Robert Sturges (rechts) am 21. April 1944.

Seine politische Laufbahn begann er 1918 bis 1920 als Kabinettschef des damaligen Premierministers Léon Delacroix. Von 1926 bis 1946 war er Senator.
Vom 20. November 1934 bis zum 25. März 1935 war er Innenminister im Kabinett von Georges Theunis und später 1935 und 1936 bis 1938 Landwirtschaftsminister in den Kabinetten von Paul van Zeeland, Paul-Émile Janson und Paul-Henri Spaak. 1937 war er zudem einige Zeit Justizminister.

### Premierminister 1939 bis 1945
Am 22. Februar 1939 wurde Pierlot selbst zum Premierminister gewählt. Als solcher bildete er zunächst eine Koalition mit der Sozialistischen Partei, die aber sein Deflationsprogramm ablehnte. Aus diesem Grund bildete er nach der Parlamentswahl vom April 1939 eine Koalition mit der Liberalen Partei. Nach dem Ausbruch des Zweiten Weltkrieges berief er jedoch auch wieder prominente sozialistische Politiker wie Spaak in sein Kabinett, der ihm am 3. September 1939 im Amt des Außenministers folgte.
Nach dem Einmarsch der Wehrmacht in Belgien im Mai 1940 und der Kapitulation von Brüssel am 17. Mai 1940 kam es zwischen Pierlot und König Leopold III. zu einem schweren Konflikt, da sich der Monarch weigerte, der Regierung ins Exil nach London zu folgen. Pierlot lehnte daraufhin alle Verantwortung für die Haltung des Königs ab und informierte kurz darauf das Parlament in Limoges vom Plan der Regierung ins Exil nach London zu übersiedeln. Nachdem die anwesenden Mitglieder der Abgeordnetenkammer den Plänen einer Exilregierung zugestimmt hatte, leitete Pierlot zwischen dem 25. Mai 1940 und dem 8. September 1944 die Londoner Exilregierung. Neben Pierlot gehörten ihr der Kolonialminister Albert De Vleeschauwer, Finanzminister Camille Gutt und Außenminister Paul-Henri Spaak an. In dieser Regierung war Pierlot zudem 1940 bis 1944 auch Minister für Landesverteidigung sowie von 1940 bis 1942 Minister für öffentlichen Unterricht.
Am 8. September 1944 kehrte die Regierung nach der Befreiung durch die Alliierten Streitkräfte nach Belgien zurück. Pierlot blieb bis zu seiner Ablösung durch Achille Van Acker am 12. Februar 1945 Premierminister.
Anschließend wurde ihm durch den Regenten Prinz Karl der Ehrentitel eines Staatsministers verliehen und er in den Adelsstand eines Grafen erhoben.
Pierlot zog sich danach aus der aktiven Politik zurück und war wieder als Rechtsanwalt tätig.